# Halik Shan
Halik Shan är ett berg i Kina. Det ligger i den autonoma regionen Xinjiang, i den nordvästra delen av landet, omkring 530 kilometer väster om regionhuvudstaden Ürümqi. Toppen på Halik Shan är 5 275 meter över havet, eller 1 165 meter över den omgivande terrängen. Bredden vid basen är 26,0 km.
Runt Halik Shan är det glesbefolkat, med 13 invånare per kvadratkilometer. Det finns inga samhällen i närheten. Trakten runt Halik Shan består i huvudsak av gräsmarker.
Genomsnittlig årsnederbörd är 400 millimeter. Den regnigaste månaden är juni, med i genomsnitt 67 mm nederbörd, och den torraste är mars, med 9 mm nederbörd.